# Abu Sayyaf
De Abu Sayyaf Group (ASG), of kortweg Abu Sayyaf (Arabisch: جماعة أبو سياف; Jamāʿah Abū Sayyāf, Filipijns: Grupong Abu Sayyaf), is een afscheidingsbeweging bestaande uit islamitische terroristen voornamelijk opererend vanuit Jolo, Basilan en Mindanao in het zuiden van de Filipijnen. De naam Abu Sayyaf is Arabisch voor vader (Abu) van het zwaard (Sayyaf).
Abu Sayyaf is verantwoordelijk voor vele bomaanslagen, moordaanslagen en ontvoeringen in de Filipijnen met als doel een onafhankelijke islamitische staat in het westen van Mindanao en op de Sulu-eilanden. De oorspronkelijke leider en oprichter van de groep was Abdurajik Abubakar Janjalani. Hij kwam in december 1998 om het leven bij gevechten met het Filipijnse leger. Nadien nam zijn jongere broer Khadaffy Janjalani het leiderschap van Abu Sayyaf over. Eind 2006 werd echter ook Khadaffy gedood. Zijn stoffelijk overschot werd in december van dat jaar gevonden en met behulp van DNA-analyse kon bevestigd worden dat het om Khadaffy Janalani ging.
Abu Sayyaf is een van de kleinste en tegelijk meest radicale en agressieve afscheidingsbewegingen in Mindanao. Enkele leden van de groepering hebben in Saoedi-Arabië gestudeerd en hebben banden met de Moedjahedien, door het volgen van een training in Afghanistan. Volgens de Filipijnse regering heeft Abu Sayyaf ook banden met de Jemaah Islamiyah en Al Qaida. Abu Sayaf heeft ook solidariteit betuigd met de islamitische staat.
Bij een vuurgevecht met het Filipijnse leger op 11 april 2017 werd Muamar Askali (ook wel: Abu Rami), een prominent leider van de islamitische terroristische organisatie gedood.

## Lijst met aanslagen Abu Sayyaf
Abu Sayyaf heeft sinds het begin van de jaren 90 vele aanslagen gepleegd. Hieronder volgt een overzicht van de aanslagen en ontvoeringen waar Abu Sayyaf voor verantwoordelijk is geweest, of zeer waarschijnlijk bij betrokken was:
- 1991-1992 - Abu Sayyaf pleegt een reeks aanslagen tegen christelijke kerken, missionarissen en gemeenschappen. Twee Amerikaanse evangelisten komen om door een granaat in Zamboanga City.
- 26 december 1993 – Bij een bomaanslag bij de Kathedraal van Davao in Davao City komen 7 mensen om het leven en vallen 151 gewonden.
- 10 juni 1994 – Bij bomaanslagen in Zamboanga City komen minstens 71 mensen om het leven. Het Filipijnse leger beschuldigt Abu Sayyaf de aanslagen gepleegd te hebben
- 4 april 1995 – Leden van Abu Sayyaf vallen het plaats Ipil aan. Bij de aanval komen minstens 53 mensen om het leven en vallen 48 gewonden.
- 20 maart 2000 – Abu Sayyaf gijzelt meer dan 50 studenten en leraren in twee scholen in Sumisip op Basilan. Vier gijzelaars komen om het leven.
- 20 april 2000 – Televisiejournalist Suzan Enriquez wordt door Abu Sayyaf gegijzeld. Ze wordt na vijf dagen vrijgelaten.
- 23 april 2000 – Een groep van 19 buitenlanders en 2 Filipino’s wordt gegijzeld door Abu Sayyaf in een vakantieresort in Maleisië. De meeste gijzelaars worden tegen betaling van een geldbedrag vrijgelaten.
- mei 2000 – Op het eiland Jolo worden tien buitenlandse journalisten (7 Duitsers, een Fransman, een Deen en een Australiër) gegijzeld. Ze worden na tien uur vrijgelaten.
- juli 2000 – De Duitse journalist Andreas Lorenz, die ook in mei al was gegijzeld, wordt opnieuw in gijzeling genomen op Jolo. Hij wordt na 25 dagen vrijgelaten.
- juli 2000 – Een Franse journaliste wordt samen met haar cameraman en geluidstechnicus gegijzeld op Jolo. Ze worden na twee maanden vrijgelaten.
- juli 2000 – Een journalist en cameraman van ABS-CBN worden gegijzeld in Zamboanga. Ze wordt na vier dagen vrijgelaten.
- juli 2000 – tv-evangelist Wilde Almed en 12 andere mensen worden gegijzeld door Abu Sayyaf nadat ze op een kamp van de groep arriveren om te bidden voor de 21 op 23 april in gijzeling genomen mensen. Ze worden een halve maand later bevrijd door het leger.
- 28 augustus 2000 – De Amerikaan Jeffrey Schilling, wordt na een bezoek aan een Abu Sayyaf-kamp op Jolo in gijzeling genomen. Hij wordt op 12 april 2001 bevrijd door het leger.
- 27 mei 2001 – Een groep van 20 buitenlandse en Filipijnse toeristen wordt gegijzeld vanaf een vakantieresort aan de Hondabaai in Palawan. Een maand later wordt ook nog een Filipijnse verpleegster, Deborah Yap, gegijzeld. In juni 2001 wordt de Amerikaan Guillermo Sobero onthoofd. Na verloop van tijd worden de Filipijnse gijzelaars op Yap na vrijgelaten. Het leger probeert op 17 juni 2002 laatste drie gijzelaars op Basilan te bevrijden. Hierbij komen Martin Burnham en Yap om het leven.
- januari 2002 – De journaliste Arlyn dela Cruz wordt gegijzeld in Zamboanga. Ze wordt na twee maanden vrijgelaten.
- 20 augustus 2002 – Zes Filipijnse Jehova’s Getuigen worden gegijzeld op Jolo. Twee van hen worden onthoofd. De anderen weten te ontsnappen of worden bevrijd.
- 4 mei 2003 – Bij een door Abu Sayyaf opgeëiste bomaanslag op Davao International Airport komen 21 mensen om het leven en vallen 166 gewonden.
- 27 mei 2004 – Bij een aanslag op de veerboot Superferry 14 voor de kust van Corregidor komen minstens 100 mensen om het leven. Later worden diverse mensen met links naar Abu Sayyaf aangeklaagd voor betrokkenheid bij de aanslag
- 10 juli 2007 – Een groep van 50 soldaten loopt bij een zoektocht naar een vermiste Italiaanse priester in een hinderlaag. Veertien soldaten komen om. Tien daarvan worden onthoofd. Volgens het Moro Islamic Liberation Front is de actie het werk van Abu Sayyaf.
- juni 2008 – Journaliste Ces Drilon van ABS-CBN en haar cameramannen Jimmy Encarnacion en Angelo Valderama worden gegijzeld op Jolo. Valderama wordt na betaling van losgeld vrijgelaten op 12 juni. De andere twee komen vrij op 17 juni.
- 15 januari 2009 – Drie medewerkers van het Rode Kruis worden gegijzeld door Abu Sayyaf. De groep dreigde de drie, een Filipina, een Zwitser en een Italiaan, te onthoofden indien op 31 maart 2009 niet zou zijn voldaan aan hun eis dat het Filipijnse leger zich terug zou trekken van Jolo. De einddatum verstreek zonder dat het dreigement werd uitgevoerd. Vier maanden later werden de Zwitser en de Filipijnse vrijgelaten.[4] De Italiaan werd vrijgelaten op 12 juli 2009.[5]
- 12 juni 2011 - Een Filipijns-Amerikaanse 14-jarige jongen wordt samen met zijn Filipijnse moeder en een neef ontvoerd vanaf een eiland bij Zamboanga City. De moeder en de neef werden op respectievelijk 2 oktober en 12 november vrijgelaten in Maluso. De jongen wist begin december zelf te ontsnappen aan zijn ontvoerders. Hij werd na een twee dagen lange blootvoetse voettocht door het oerwoud gevonden door bewoners van Bulingan in de gemeente Lamitan.
- 1 februari 2012 - De Nederlandse vogelaar Ewold Horn wordt samen met zijn Zwitsere metgezel Lorenzo Vinciguerra en hun Filipijnse reisgids ontvoerd in Panglima Sugala in de provincie Tawi-Tawi. De gids weet te ontsnappen door uit de speedboot van de ontvoerders te springen.[6] In december 2014 wist ook de Zwitser te ontsnappen na een van zijn gijzelnemers te hebben gedood. Horn was te ziek om ook te ontsnappen.[7] De vogelaar verloor op 31 mei 2019 het leven na een vuurgevecht tussen regeringstroepen en zijn ontvoerders.
- april 2014 - Een Duits koppel wordt ontvoerd vanaf een jacht voor de kust van Palawan. Zes maanden later, op 17 oktober 2014, worden de twee uiteindelijk vrijgelaten in ruil voor een grote som geld. Enkele dagen voor hun vrijlating werd gedreigd dat het stel onthoofd zou worden indien er niet betaald zou worden. Ook moest de Duitse regering stoppen met de steun aan de strijd tegen IS. Deze laatste eis werd niet ingewilligd.[8][9]
- september 2015 - Twee Canadezen, de partner van een van hen, een Filipijnse en een Noor werden ontvoerd.  In april 2016 en later in juni 2016 werden de twee Canadezen onthoofd nadat het gevraagde losgeld niet kon worden betaald.[10]
- februari 2017 - 70-jarige Duitse gijzelaar onthoofd, waarschijnlijk omdat hij ziek was.[11]
- 23 mei - 23 oktober 2017 - Op 23 mei raken Filipijnse antiterreureenheden slaags met zowel Abu Sayyaf als de Maute-groep, wanneer ze de Abu Sayyaf-leider Isnildon Hapilon proberen op te pakken wanneer deze in de stad Marawi een ontmoeting voorbereidt met prominente Maute-leden. Dit leidt tot de slag om Marawi, waarin beide terreurgroepen grote delen van de stad weten in te nemen en slechts met veel moeite weer worden verdreven. Zowel Hapilon als Maute-leider Omar Maute komen om het leven. De slag om Marawi eindigt op 23 oktober nadat het Filipijnse leger de stad heeft heroverd.